# 彩芽はる
彩芽 はる（あやめ はる、1988年2月14日 - ）は、日本の元AV女優。

## 略歴
2006年にAVデビュー。

## 出演作品
2006年
- 女子校生M字開脚 もっこりパンチラ（10月21日、ラハイナ東海）オムニバス作品
- ブルセラ生撮り 39（10月27日、ゴーゴーズ）
- プロレズリング Vol.10（11月17日、バトル）共演:日比野夕希
- 女子ボクシング No.16（12月8日、バトル）共演:日比野夕希
- 尻コキ女子高生 4（12月16日、OFFICE K'S）オムニバス作品

2007年
- Fairy Doll Deep Fantasy 9（1月12日、スマイリー）
- KARMAファン感謝祭 ロリロリバスツアー2（1月13日、カルマ）他多数共演
- コスプレ×拘束 くすぐり地獄 07（1月16日、ガッツ）…共演:陽多まり、新川舞美、姫野るり
- NASTY はる 18才（1月19日、ZONE）
- じゅーだい いえで体験記 72 中出し美少女 ハルちゃん（2月2日、プレステージ）
- 女子校生の超エッチな自画撮りオナニー 5 （2月8日、スティルワークス）他出演:元木ひなよ、松原つくし 他
- ウチくる!? カンパ～い!! 其の弐 （2月21日、プレステージ）共演:愛葉悠、神崎麗子、藤崎怜里、日比野夕希
- 未公開シーン全て見せます 裏ロリバス （3月13日、カルマ）他多数共演
- レズ輪姦 残虐妖艶姉妹（3月14日、プレステージ）
- 鮮度抜群女子校生ザーメン中出し 11（4月4日、エイチエス映像）
- ヤリすぎウテウテ痴女学院 20人 入学式があったよ 痴女がいっぱい（4月5日、ディープス）他多数共演
- 足舐めフェラ Vol.2（4月9日、柏木塾）オムニバス作品
- 未成年ダンサー! 芸能人予備軍の女子○学生の皆さ～ん! 私がHなレゲエダンサーです。（4月19日、LADY×LADY）他多数共演
- ヤリすぎウテウテ痴女学院 2 20人! レズ抗争がぼっぱつ!たいへんだ～っ!!（5月4日、ディープス）他多数共演
- 潮吹きっぱなし! 連続潮吹き絶頂ドキュメント! 最終絶頂計画 8（5月9日、エイチエス映像）
- 女生徒（5月5日、HMJM）
- REC 19（5月11日、プレステージ）
- 制服が似合う素敵な娘 17（5月12日、オーロラプロジェクト）
- 女学生エロス 家出少女ハルの体験（6月7日、ヒビノ）
- Tsu bo mi 2（6月7日、タカラ映像）
- 愛・緊縛（6月9日、オーロラ・プロジェクト）
- メコスジ少女 2（6月19日、ドグマ）
- 平成生まれの援交（6月22日、GLAY'z）オムニバス作品
- NOW!! ピタパン（7月3日、ゴリラプロジェクト）オムニバス作品
- フェラコレ2007夏SP（7月13日、隼エージェンシー）他多数出演
- 女子校生強制中出し 13（7月13日、隼エージェンシー）他出演:辻あずき、有希りか、一ノ瀬さな、落合ゆき、ひなの、宮崎あいか
- レイプ中出し 3 理不尽に中出しされた8人のギャル（7月13日、隼エージェンシー）他7名出演
- パイパンスジっ娘中出し（7月18日、ロータス）
- 騙し撮り女子○生 8（7月28日、I.B.WORKS）他出演:今井みすず、可愛あみん、大貫かりん
- パイパン白桃尻 タプタプけつクッション（7月28日、オーロラ・プロジェクト）
- 接吻カフェ（8月5日、ワープエンタテインメント）
- こだわりの手コキ 4時間SP 5 30人のハンドメイド（8月11日、隼エージェンシー）他29名出演
- CFNM×舌上発射（8月15日、ワープエンタテインメント）他出演:翔田千里、浜崎りお、三浦亜沙妃、加藤ツバキ、すもも桃 他
- 女子校生レイプ中出し 2（8月19日、ミスター・インパクト）他出演:宮崎あいか、高瀬七海、有希りか、星野優奈
- 制服スク水えっち 4（8月31日、笠倉出版社）他出演:真鍋美奈、高瀬ユリア
- オナニスト 第18章（9月8日、隼エージェンシー）他多数出演
- 僕と彼女のセックス日記 004（9月8日、実録出版）他出演:えり
- 三年生 中出し記念日 出席番号5番（9月12日、プレステージ）
- 素人ブルセラビデオ撮影会 003（9月12日、プレステージ）
- 生姦制服少女（10月1日、ワンズファクトリー）
- 接吻や乳首舐められながら手コキされた僕（10月1日、ワンズファクトリー）他出演:紅音ほたる、加藤ツバキ、宝月ひかる、朝倉みき、中村さら、月嶋りお、葉月紗絢、響鳴音、小林メイ
- パイパン中出し vol.04（10月1日、エッジ）
- 僕の妹 5 -C学生 シスターラブ-（10月2日、プレステージ）
- 彼女のカノジョと 24（10月5日、ゴーゴーズ）共演:国生みさき
- 生撮り女子校生 EDIT.03（10月10日、ラストラス）他出演:小日向しおり、鮎川なお
- 制服うぶ女子学生（10月13日、マルクス兄弟）
- 募集広告を見て来た素人娘 10（10月13日、募集）
- 黒愛倶楽部 はる18歳（10月20日、プレステージ）
- スピリチュアルSEX 棒液摩擦（10月25日、モデスト）
- 女子校生陵辱愛好家（10月26日、笠倉出版社）他出演:高瀬ユリア、真鍋美奈
- Study after... 3（10月27日、miumiu）
- もしも街中で“10人のオンナ集団”から「私たちと乱交して下さい」とせがまれたら（11月1日、V(ヴィ)）共演:清原りょう、小西あん、石渡由夏 他
- 腋舐め（11月5日、実録出版）他出演:長谷川なぁみ、佐伯奈々、瞳れん 他
- 制服委員会（11月10日、フリービジョン）他出演:宮田あいか、稲垣さや ※「綾瀬はる」名義
- 淫行おやじと少女の性教育 14（11月22日、亀田）
- 天使の手コキ 3（12月1日、エッジ）他出演:瀬戸ひなた、芽衣奈、あげは、辻ありす、梢らん 他
- M男依存少女（12月10日、へりぽビデオ）
- 制服美少女と性交（12月15日、ドリームチケット）
- 精密オナホール研究所 商品開発室（12月20日、イマージュ）…共演:相楽かごめ、児玉しの、夏空マリン

2008年
- 新人AV女優育成塾（1月20日、トップワン）他多数共演
- 顔騎圧迫（2月8日、実録出版）他出演:蜜井とわ、愛里ひな、夏川るい 他
- KISS MANIA vol.05（2月19日、ミスター・インパクト）他多数出演
- 素人ギャルはエッチが大好き 3（2月25日、モデスト）他出演:佐伯奈々、稲森あずみ、あおい美咲、絢音ミミ、楓はるか
- 愛玩制服美少女カタログ（5月13日、マルクス兄弟）他出演:加護範子、仲咲千春、永瀬あき、平井ゆきな
- ジュニアアイドル制服援交（6月13日、マルクス兄弟）他出演:さくらりこ、青木友梨、はるか悠、矢部なつみ、朝倉みき
- 女子校生レイプ　9（6月14日、隼エージェンシー）他出演:有希りか、落合ゆき、蜜井とわ、浜崎りお、長谷川さやか、鈴菜れもん、瀬戸ひなた、藤本さおり
- 放課後のJK 女子校生援交事情 2（8月20日、ブリット）他出演:上野あんず

他